# Eupsilia flavimaculata
Eupsilia flavimaculata là một loài bướm đêm trong họ Noctuidae.